# Greenkeeper
En greenkeeper er et erhverv, der indbefatter pleje af græsarealer, og vedligeholdelse af bunkers og vandhazarder. Især golfklubber beskæftiger greenkeepere, men også andre sportsgrene der finder sted på græs, gør brug af denne tekniske kompetence, deriblandt fodbold, tennis og cricket. Erhvervet kan beskrives som en blanding af anlægsgartner og en såkaldt operatør i sport.